# Arcadio María Larraona Saralegui
Arcadio María Larraona Saralegui (Oteiza de la Solana, 13 novembre 1887 – Roma, 7 maggio 1973) è stato un cardinale e arcivescovo cattolico spagnolo.
Fu nominato cardinale della Chiesa cattolica da papa Giovanni XXIII.

## Biografia
Nacque a Oteiza de la Solana il 13 novembre 1887. Dal 1940 al 1945 è commissario pontificio della Compagnia di San Paolo.
Papa Giovanni XXIII lo elevò al rango di cardinale nel concistoro del 14 dicembre 1959.
Partecipò al Concilio Vaticano II, schierandosi con l'ala conservatrice del Coetus Internationalis Patrum; fu presidente della Commissione liturgica.
Morì il 7 maggio 1973 all'età di 85 anni.

## Genealogia episcopale
La genealogia episcopale è:
- Cardinale Scipione Rebiba
- Cardinale Giulio Antonio Santori
- Cardinale Girolamo Bernerio, O.P.
- Arcivescovo Galeazzo Sanvitale
- Cardinale Ludovico Ludovisi
- Cardinale Luigi Caetani
- Cardinale Ulderico Carpegna
- Cardinale Paluzzo Paluzzi Altieri degli Albertoni
- Papa Benedetto XIII
- Papa Benedetto XIV
- Papa Clemente XIII
- Cardinale Bernardino Giraud
- Cardinale Alessandro Mattei
- Cardinale Pietro Francesco Galleffi
- Cardinale Filippo de Angelis
- Cardinale Amilcare Malagola
- Cardinale Giovanni Tacci Porcelli
- Papa Giovanni XXIII
- Cardinale Arcadio María Larraona Saralegui, C.M.F.